# بلعیدن (فیلم ۲۰۱۹)
بلعیدن (به انگلیسی: Swallow)، یک فیلم آمریکایی-فرانسوی در ژانر تریلر روان‌شناختی به نویسندگی و کارگردانی کارلو میرابلا-دیویس است که در سال ۲۰۱۹ منتشر شد. هیلی بنت، آستین استول، الیزابت مارول، دیوید راشی و دنی اوهر ستارگان فیلم هستند. داستان فیلم دربارهٔ زن جوانی و بارداری است که ظاهراً زندگی بسیار خوبی دارد اما عادت تاریک و پنهانی او، یعنی هرزه‌خواری که با بلعیدن اشیای تیز همراه است، زندگی خود و اطرافیانش را با مشکلی پیچیده مواجه می‌کند.
بلعیدن نخستین‌بار در جشنواره فیلم ترایبکا اکران شد. فیلم با استقبال بالای منتقدان همراه بود و در زمینه فیلم‌نامه، کارگردانی، فضاسازی و اجرای بنت تحسین شد.